# Il mostro del mare
Il mostro del mare (The Sea Beast) è un film del 1926 diretto da Millard Webb e interpretato da John Barrymore nella parte del capitano Achab, affiancato dalla futura moglie Dolores Costello. Altri interpreti furono George O'Hara, Mike Donlin, Sam Baker, George Berrell, Sam Allen, Sojin. La fotografia fu firmata da Byron Haskin e Frank Kesson.
La sceneggiatura di Bess Meredyth, si basa su Moby Dick, romanzo di Herman Melville pubblicato a New York nel 1851.

## Trama
Il capitano Achab ritorna dalla caccia a Moby Dick, ferito e senza una gamba e la fidanzata non ne vuole più sapere.

## Produzione
Prima delle riprese, John Barrymore si innamorò dell'attrice Dolores Costello (che in seguito sarebbe diventata sua moglie). Così fu data a lei la parte di Esther, la protagonista femminile, ruolo destinato in origine a Priscilla Bonner.
Il film venne rifatto due volte interpretato sempre da John Barrymore: nel 1930, con Moby Dick il mostro bianco diretto da Lloyd Bacon e nel 1931 in Germania, col titolo Dämon des Meeres, diretto da Michael Curtiz e (non accreditato) William Dieterle.

### Luoghi delle riprese
Il film - prodotto dalla Warner Bros. - venne girato in California, a San Pedro (Los Angeles) e nell'isola di Catalina.

## Distribuzione
Il copyright del film, richiesto dalla Warner Brothers Pictures, fu registrato il 12 dicembre 1925 con il numero Lp22137.
Distribuito dalla Warner Bros., il film uscì nelle sale statunitensi il 15 gennaio 1927.

### Data di uscita
- Stati Uniti d'America: 15 gennaio 1926
- Portogallo:	    11 aprile 1927
- Finlandia:             19 marzo 1928

Alias:
- The Sea Beast	USA (titolo originale)
- A Fera do Mar	Portogallo
- I tigris ton thalasson	Grecia (titolo riedizione)
- Il mostro del mare	Italia
- La bestia marina	Venezuela
- La fiera del mar	Spagna
- Meren ja taivaan kohdatessa	Finlandia
- O thalassokrator	Grecia

### Conservazione
Copie della pellicola, che sopravvive in versione completa, sono conservate negli archivi della Cineteca del Friuli di Gemona, in quelli del George Eastman House di Rochester, della Library of Congress di Washington, della Cinémathéque Royale de Belgique di Bruxelles, del Filmmuseum di Amsterdam, dell'UCLA di Los Angeles, del Wisconsin Center For Film and Theater Research di Madison.